# HNoMS Tor (1939)
«Тор» (норв. KNM Tor (1939);— військовий корабель, ескадрений міноносець типу «Слейпнир» Королівських ВМС Норвегії часів Другої світової війни.
Ескадрений міноносець «Тор» закладений у листопаді 1938 року на верфі Fredrikstad Mekaniske Verksted у Фредрікстаді. 7 вересня 1939 року він був спущений на воду, та того ж року увійшов до складу Королівських ВМС Норвегії. Есмінець був затоплений екіпажем у перший день німецького вторгнення до Королівства Норвегія.

## Історія служби
Норвезький есмінець «Тор» був однім з перших бойових кораблів Королівського флоту Норвегії, який зіткнувся з німецькими силами вторгнення при проведенні операції «Везерюбунг», коли рано вранці 9 квітня 1940 року кораблі Крігсмаріне атакували нейтральне Королівство. На момент німецького вторгнення до Норвегії 9 квітня 1940 року «Тор» прийняв екіпаж, і як раз розпочав випробування та пробні походи. Однак на ньому ще не було встановлено жодного озброєння, і він все ще перебував у процесі оснащення. Коли 9 квітня стало відомо, що німецькі війська наближаються до Фредрікстада, командир, капітан Евальд Рьорен, наказав затопити корабель на верфі, а не залишати його неушкодженим на поталу наступаючим німцям. Екіпаж «Тора» пробився вглиб країни, приєднавшись до норвезької 1-ї дивізії в Остфольді, а потім разом з нею був інтернований до нейтральної Швеції. Відступ 1-ї дивізії через кордон відбувся 14 квітня 1940 року після боїв.
Після захоплення Фредрікстада, 16 квітня, через тиждень після затоплення, німці підняли «Тор». Через шість днів, 22 квітня, німці перевели його в Драммен для ремонту і дообладнання. Роботи над «Тором» і однотипним «Балдером» були завершені влітку 1940 року на військово-морській верфі Karljohansvern в Гортені.
13 червня 1940 року німці ввели «Тор» до складу Крігсмаріне, перейменувавши його на «Тигр» і перекваліфікувавши на міноносець. «Тигр» увійшов до складу 7-ї флотилії міноносців, до якої також входили колишні норвезькі есмінці типу «Слейпнир»: «Льове», «Пантер» і «Леопард».
У травні 1945 року «Тор» повернувся до складу Королівських ВМС Норвегії.